# Clemencic Consort
Le Clemencic Consort est un ensemble vocal et instrumental autrichien spécialisé dans l'exécution de musiques qui vont du Moyen Âge à la musique baroque.

## Histoire
Le Clemencic Consort a été constitué à Vienne en 1969 par le compositeur, claveciniste et chef d'orchestre autrichien René Clemencic après qu'il eut cessé de diriger son précédent groupe, l'Ensemble Musica Antiqua. 
L'ensemble a une composition variable qui va de trois chanteurs à un groupe de chanteurs et instrumentistes qui peut dépasser les quarante personnes en fonction des œuvres qu'il doit interpréter. Ce sont tous des instrumentistes et des chanteurs solistes provenant de nombreux pays. 
Son répertoire va de la Messe de Notre-Dame de Guillaume de Machault au Nascimento dell'Aurora de Tomaso Albinoni, des Carmina Burana dans l'édition médiévale à la Messe de Tournai de Biber et beaucoup d'autres encore. En 45 ans, l'ensemble a participé aux plus fameux festivals européens en obtenant de grands succès et gagné de nombreux prix.

## Discographie sélective
Au cours de presque un demi-siècle, le Clemencic Consort a enregistré plus de cent disques de musique qui vont de la musique polyphonique médiévale et de la Renaissance à la musique baroque composée jusqu'au milieu du XVIIIe siècle. Ces disques ont été gravés par des labels tels que Harmonia Mundi, Naxos, Arte Nuova, Stradivarius, Nova Era et autres.
- Carmina Burana - version originale et intégrale (5 disques vinyles; 1974–1977) :
  - Vol. 1 (1974)
  - Vol. 2 (1975)
  - Vol. 3 - Chansons de printemps et d'amour - messe des joueurs (1975)
  - Vol. 4 - L'amour et l'argent (1976)
  - Vol. 5 - Plaintes mariales du jeu de la passion (1977)
- Le Roman de Fauvel,  1976[1], 1992[2], Harmonia Mundi (59:44)[3] (enreg. novembre 1975[4])
- Musique à la cour de Marguerite d'Autriche, 1976, Harmonia Mundi[5]